# Equifax (Chile)
Equifax Chile S.A. es la filial chilena de la empresa estadounidense Equifax Inc. y heredera del antiguo Directorio de Información Comercial, más conocido como «DICOM», nombre bajo el cual sigue prestando sus servicios.

## Historia
"DICOM" nació el año 1976, sin embargo, su antecedente se encuentra en el Decreto Supremo de Hacienda N.º 950 de fecha 28 de marzo de 1928, aún vigente, el cual obliga a bancos, notarios, Juzgados de Letras en lo Civil, Conservadores de Bienes Raíces, entre otras entidades públicas y privadas, a proporcionar quincenalmente a la Cámara de Comercio de Santiago información sobre los deudores nacionales (nombre completo, RUT, domicilio y monto de la deuda). Este flujo de información quincenal es conocido como «Boletín Comercial».
A su vez, la Cámara de Comercio de Santiago -siendo la única autorizada por la aludida norma para hacerlo- vendía esta información a "DICOM", el que a su vez la vendía a cualquier particular interesado en adquirirla, servicio que sigue realizando hoy en día Equifax Chile S.A. bajo el mismo nombre ("DICOM").

## Controversias
En febrero de 2012, el diputado del Partido por la Democracia Felipe Harboe denunció que esta entidad estaba ofreciendo a otras empresas privadas la venta de tres de sus bases de datos, que incluyen información de más de 6 millones de personas, a cambio de una suma millonaria. Acusando la falta de ética por la venta de estos datos valiosos, Harboe pidió que se apresurara la nueva ley «NO + DICOM» que evitaría estas acciones.

## Fusiones y Adquisiciones
En diciembre de 2016 Equifax Chile S.A compra el 60% de Mapcity Geo a Roberto Camhi por un valor estimado entre US$ 15 millones y US$ 25 millones.